# Euxoa pupillatus
Euxoa pupillatus là một loài bướm đêm trong họ Noctuidae.